# Edwin Bucher
Pour les articles homonymes, voir Bucher.
Edwin Bucher, né le 14 mars 1879 à Lucerne et mort le 13 décembre 1968 à Coucy-le-Château-Auffrique, est un sculpteur suisse animalier, de statuettes, de bustes et de monuments.

## Biographie
Edwin Bucher naît le 14 mars 1879 à Lucerne,.
Il est élève de l'École d'art de sa ville natale en 1895, puis, comme ciseleur, de 1895 à 1898, de l'École des Arts industriels de Genève, et, en 1899, des Arts décoratifs à Paris. Mais sa vocation l'entraîne impérieusement vers la statuaire et ainsi il devient l'élève des grands maîtres français Antoine Bourdelle et Auguste Rodin, à Paris. 
En 1907 il expose Rêverie et Le Mendiant au musée du peuple. Son œuvre comprend, entre autres : Le Portrait de ma mère, La Muse (1904 et 1910, Paris, au Salon de la Société des Beaux-Arts ; une série d'animaux champêtres (1911) et une nouvelle série d'animaux (1912) au Salon des artistes indépendants de Paris ; un Groupe de chiens de défense (1913 au même Salon). L'État français acquiert de l'artiste Le Taureau, en bronze, du Salon des artistes indépendants de 1911 ; le musée du Locle possède de lui une petite tête de chèvre ; la Confédération achète le Taureau, en bronze, de l'Exposition de Munich (1909) et une tête d'homme, en bronze, qui figure à l'Exposition de Rome en 1911.
À partir de 1910 Edwin Bucher est membre de la commission de placements aux Artistes Indépendants à Paris : délégué de l'Union internationale des Beaux-Arts et des Lettres ; membre du Jury à l'Exposition de la Sécession (démissionnaire à partir de 1912) au Kunsthaus de Zurich ; membre du jury à l'Exposition de Menton (1913) et membre (en 1913) du Jury à l'Exposition de Vichy. II reçoit les distinctions suivantes : Une bourse d'études de la Confédération suisse à Berne en 1906, une médaille d'argent à l'Exposition internationale du travail à Paris en 1906, une médaille d'or à l'Exposition internationale de Fontainebleau en 1912, la croix d'honneur et le Hors concours à l'Exposition internationale des Beaux-Arts à Menton en 1913. Edwin Bucher prend part, en 1910, à l'Exposition internationale des Beaux-Arts et des Lettres, où une salle spéciale lui est réservée ; en 1912, à la galerie Rapp à Paris, il réalise une exposition particulière de ses œuvres, et, dans une seconde exposition particulière, à Paris également, en 1913, à la galerie Boutet de Monvel, son talent se fait ainsi apprécier : « Bucher s'affirme comme un de nos meilleure sculpteurs et en tout cas un de nos plus parfaits animaliers : au Salon d'automne, aux Indépendants, à la Nationale, il a fait admirer la justesse et la variete de ses interprétations ; plusieurs de ses œuvres ont été achetées par l'État ; on remarquera ici son Taureau aux formes robustes où l'on sent tressaillir des muscles puissants ; son Groupe de chevreaux d'une si drôle espièglerie, son Veau se léchant, d'un naturel achevé, son Vieux Cheval si impressionnant, sa Chatte se grattant, dans une attitude si curieuse, sa Vache et son veau qui exprime tant de tendresse, une série de chèvres, de chiens, de porcs, tous fidèlement observés et rendus avec la plus parfaite exactitude. Bucher a vécu auprès des animaux qu'il nous montre ; il a saisi jusqu'aux moindres détails de leur vie extérieure et intérieure ; il a puisé dans cette étude approfondie des bêtes un véritable amour pour nos « frères inférieurs » ; de là dans ses œuvres tant de vérité et aussi tant d'émotion. ».
Engagé à la Légion des amis de la France, il est blessé en Champagne en 1915. Il est cité à l'ordre et décoré de la croix de guerre pour sa bravoure, comme officier de liaison.
Au Salon de la Nationale, en 1920, il expose un « puissant bélier qui symbolise le Front, avec sa résistance arc-bouté ». L'année suivante, il expose un Chien rongeant un os. Selon Clément Morro, « il s'est révélé comme un portraitiste de talent, a su apporter dans l'étude des animaux les mêmes qualités d'observation et ce même souci de vérité qui sont les caractéristiques de ses portraits. ».
À partir de 1923, il expose au Salon des artistes français, obtenant une mention honorable la même année.
Le 7 février 1928, Roger Ored, un employé civil à l'intendance militaire à Chaville, est en instance de divorce. Vivant séparé de sa femme, il se rend chez elle mais, refusant de lui ouvrir, il enfonce la porte à coup d'épaule. Edwin Bucher, ami de la jeune femme est présent à ce moment-là, il tire à coups de révolver et  blesse à la cheville le mari furieux.
Edwin Bucher meurt le 13 décembre 1968 à Coucy-le-Château.